# Llac Hulun
El llac Hulun (en mongol, Далай нуур, Hulun Nur, en xinès: 呼倫湖, en pinyin: Hulun Hú), també conegut com a Dalai Nuur («llac oceà»), és un gran llac asiàtic situat a la Mongòlia Interior, Xina. És un dels cinc llacs més grans d'aigua dolça de la Xina, amb una superfície aproximada de 2.339 km². Té una longitud d'uns 90 km i 27 km d'amplada.
La producció pesquera anual de 1995 va ser d'unes 7.000 tones, 100 tones de gambeta, 4 kg de perles i 1,5 milionsde llagostes. El llac Hulun és una de les principals zones de producció de canya a la Xina.
És una destinació turística durant l'estiu per a homes de negocis de Pequín i Xangai, però fora de temporada, els visitants del llac són escassos. El llac no és lluny de Manzhouli, que es troba en una de les principals línies de ferrocarril. Encara que hi ha diversos llogarets propers, Manzhouli és la ciutat gran més propera.